# Danish Air Transport
 For alternative betydninger, se DX.
Danish Air Transport er et dansk flyselskab med hovedkontor ved Koldingegnens Lufthavn. Selskabet flyver regulær ruteflyvning, charter- og fragtflyvninger.

## Historie
Danish Air Transport (DAT) blev grundlagt 5. april 1989 af Jesper og Kirsten Rungholm. Dengang havde DAT bare et enkelt fly af typen Short Skyvan SC-7. DAT fløj med alt fra post, pakker og væddeløbsheste til forsyninger i det årlige Paris-Dakar Rally. I dag flyver DAT både fast ruteflyvning, passagercharter og fragtopgaver.
DAT stiftede i 2003 det litauiske flyselskab Danu Oro Transportas, nu DOT LT, hvor man på grund af lavere omkostninger flyttede noget af aktiviteterne over i.
I 2009 kom det første jetfly i flåden, da et McDonnell Douglas MD-87 blev tilføjet til den eksisterende flåde af ATR-fly. Året efter blev et MD-83 købt. Danish Air Transport indgik i efteråret 2013 en aftale med rejsearrangøren Primo Tours om charterflyvninger ud af Billund Lufthavn fra 2014 til 2016. Derfor købte selskabet i februar 2014 det første Airbus A320-fly, som var en 20 år gammel maskine der blev købt af slovenske Adria Airways. I juni samme år blev der hos Myanmar Airways International fundet et 23.5 år gammel fly af samme model, og det andet fly fra Airbus kom i flåden. Det femte Airbus 320 købte DAT i oktober 2015.
DAT fløj i 2025 indenrigs og udenrigsflyvning i Danmark og Norge, ligesom wetlease, charter- og ad hoc flyvninger var en stor del af forretningen.

## Flyflåde
I april 2023 bestod DATs flyflåde af 20 fly, hvor de største var seks Airbus-fly af typen Airbus A320 og Airbus A321.

## Destinationer
I maj 2023 opererede Danish Air Transport regulære ruteflyvninger til følgende destinationer:
Danmark
- Billund - Billund Lufthavn
- Bornholm/Rønne - Bornholms Lufthavn
- København - Københavns Lufthavn
- Karup - Midtjyllands Lufthavn
- Aalborg - Aalborg Lufthavn

Norge
- Oslo - Oslo Lufthavn, Gardermoen
- Stord - Stord Lufthavn, Sørstokken
- Florø - Florø Lufthavn
- Lakselv - Lakselv Lufthavn, Banak
- Tromsø - Tromsø lufthavn
- Ørland - Ørland Lufthavn
- Harstad/Narvik - Harstad/Narvik Airport, Evenes

Tyskland
- Saarbrücken - Flughafen Saarbrücken
- Berlin - Flughafen Berlin Brandenburg
- Hamburg - Hamburg Airport

Italien
- Palermo - Falcone Borsellino Airport
- Catania - Catania–Fontanarossa Airport
- Pantelleria - Pantelleria Airport
- Lampedusa - Lampedusa Airport
- Trapani - Trapani–Birgi Airport